# NGC 2464
NGC 2464 este o galaxie situată în constelația Linxul. A fost descoperită în 20 februarie 1851 de către William Parsons, 3rd Earl of Rosse⁠(d).